# 純と愛
『純と愛』（じゅんとあい）は、2012年（平成24年）度後期放送のNHK「連続テレビ小説」第87作で、2012年10月1日から2013年3月30日まで放送されたテレビドラマ。NHK大阪放送局制作。

## 概要
NHK大阪放送局が2012年1月19日の記者発表で概要を明らかにした。
遊川和彦の脚本によるオリジナルストーリー。沖縄県宮古島市と大阪府大阪市大正区が本作の舞台で、宮古島出身の女性が大阪で働き、後に夫となる男性と共に夢に向かう姿を描く。
2012年3月21日、ヒロインの狩野純役に夏菜を起用したとNHKが発表した（オーディションで2258名が応募した）。
物語は3部構成となっており、番組の前半にあたる第1部・オオサキプラザホテル編（第1週 - 第12週）は、純が初めて就職した高級ホテル「オオサキプラザホテル（後カイザーオオサキプラザオオサカ）」での修行と吸収合併後のホテル再生への一致団結、家族が残る宮古島のホテルでの再建へ向けた葛藤、後半のほとんどを占める第2部・里や編（第13週 - 第22週）は純の再就職先となる大正区の旅館「里や」で理想とする「まほうのくに」作りにまい進しつつ、宮古島から大阪に越してきた家族との対立、また沖縄県出身が多い大正区での人とのふれあい、後半の最後を締めくくる第3部・宮古島編（第23週 - 最終週）は客の不注意が原因で里やを失った純が、里やの客の1人が所有する別荘の譲渡を受けてホテル・新生サザンアイランドを開業を目指した後、夫・愛の突然の入院と台風の被害に遭った新生サザンアイランドを復興し、狩野家と2人の元里や従業員・神戸に帰った待田家と共に「まほうのくに」を築いていく。
また、阪神・淡路大震災の発生日であった、2013年1月17日放送「第16週・あいがつたわる（その4・通算第89回）」では、純・愛夫妻と純の実兄・正が合掌し、正と純が幼かった当時に被災した思い出を語るシーンが放送された。第3部でも具体的にこのドラマの日付設定が明らかになるシーンがあり、その日付と曜日の組み合わせから、第3部の開始は2012年5月7日と設定されている。
2012年5月22日、大阪ロケでクランクイン。2013年2月22日、NHK大阪放送局のスタジオでクランクアップした。それと同時にNHK BSプレミアムにて、第1部に出演していた吉田羊が演じる桐野富士子を主人公としたスピンオフドラマ『富士子のかれいな一日』が放送されることが発表され、4月20日に放送された。
脚本の遊川和彦によると、登場人物名には役柄を意識したものもあったという。善行（1つも善行はしない人）、正（正しくない人間）、剛（強くない人間）といったものはキャラクターと逆の意味で付けられた。さらに、水野安和は「やることなすこと水の泡になる人」を示しているという。

## あらすじ

### 第1部『オオサキプラザホテル』編
かつて祖父が生前に経営していた時の、魔法の国のような宮古島のホテル「サザンアイランド」の再生を夢見るヒロイン・狩野純。しかし、ホテルの後継者である父・善行にその願望を猛反対されて衝突し、「ウチよりも大きなホテルの社長になってやる」と啖呵を切って家を飛び出す。夢の実現に向かい歩み出した純は、他人の本心が読めてしまう不思議な青年・待田愛と偶然出会う。
大阪の一流ホテル「オオサキプラザホテル」に就職した純は、ホテルのルールに囚われず独断でサービスを行い一部の客から好評を得るが、他の客および上司とトラブルを起こす。また、家出した弟・剛が純の部屋に転がり込み、実家に住む兄・正が女性と揉め純の都合に御構い無しに助けを求めてくるなど、家族が起こす問題に巻き込まれる。公私のトラブルに奮闘するなか、常に純を見守り助けてきた愛と交際を始め、互いに親から勘当されたことをきっかけに結婚する。ホテル創業60周年記念イベントを機に純ら従業員仲間の結束が深まった矢先、ホテルは他社に吸収合併され運営が大きく変わる。オオサキの本来の姿を取り戻すため純は上司や同僚と団結するが、サザンアイランドが売却の危機となり、存続に力を注ぐため仲間に応援されながら退職する。
宮古島に帰省した純と愛は、サザンアイランド買収の動きに抵抗し、あらゆる手を尽し存続の希望が見え始める。しかし宮古島とホテルを嫌う父により、ホテルは強制的に取り壊されて人手に渡り、純は失意で心を閉ざす。

### 第2部『里や』編
サザンアイランドを失い心を閉ざした純は父との軋轢も深刻化し、愛との気持ちもすれ違い無気力な生活を送るなか、大阪の下町の小さなホテル「里や」の女将・上原サトに助けられ、自分に大切な「『と』の人」（愛）を再認識し立ち直ったことが縁となり、里やに再就職する。
当初はやる気のない従業員の中、純だけが意気込んで空回りする状態であったが、客や従業員の問題に昼夜問わず真摯に向き合う純の姿に従業員の気持ちも次第に変化していく。一方、大阪にやってきた母・晴海の認知症発症や、父・善行が「失業」と「認知症になった妻」という現実から逃避した後に急死するなど、新たに家族問題が発生し、純は身も心も忙しい日々が続く。里やが廃業の危機に立ったことをきっかけに、従業員と純の家族が一丸となってテコ入れをして経営は好転し軌道に乗った矢先、客の寝タバコが原因で里やは焼失し再起不能となる。自分が関わるとホテルが無くなるという思いから純はあえてホテルを避けブランドショップの店員に転職するが、夢を諦め本来の純らしさを失ったことに愛は憤慨して実家に帰る。互いに意固地になり離婚問題に発展するが、弟に励まされたことと母の本心を知り、純と愛は仲直りする。そんな折、里やの宿泊客の1人から宮古島の別荘を提供され、純は家族と宮古島へ帰り別荘を改装してホテルを開業する決意をする。

### 第3部『宮古島』編
純と愛はホテル開業に胸を膨らませ、純の母と兄一家と共に宮古島へ戻る。しかし、ホテル開業場所として譲り受けた別荘は、管理は放置された上に不法侵入者に荒らされ、建物内部は廃墟同然であった。地元の業者に工事を依頼するが冷たい対応をされ、開業資金の融資の申し込みに銀行を回るがどこも断られたため、純と愛は牧場でアルバイトをしながら自分たちで別荘の修繕工事をする。開業のコンセプトも曖昧で悠長に構える純に対し、開業準備が一向に進まぬ焦りと自分の力不足を感じた愛は激しくいら立つようになる。そんな中、地元に顔が利く純の母が模合の交渉に回り、近隣住民から資金の協力を得ることが出来る。以来、ホテルのコンセプトも「純から愛（いとし）への愛」に決まり開業準備は着々と進む。
内装工事が一通り終わり、里や勤務時代の同僚二人も開業準備に駆けつけ、両親の離婚で行き場をなくした愛の妹・誠も開業の手伝いの名目でやって来る。愛の誕生日に行われたプレオープンは愛の両親を招待し、待田家は打ち解けて和解し結果は成功。ホテルの名前も祖父が創業したホテルを引き継ぎ、「サザンアイランド」に決定した直後、愛が脳腫瘍を発症して倒れる。手術をしても治る保証はないほど病状は重いために愛は尻込みするが、愛の母・多恵子の説得を受けて手術に臨むことを決意し、手術の結果がどうであろうとホテルをオープンおよび運営することを純たちに約束させる。宿泊の予約も入り、手術当日にホテルのオープンを迎えるが、台風でホテルの建物が甚大な被害を受ける。また、手術を終えた愛は、腫瘍が脳幹まで達しているために完全に取りきれなかった結果、目を覚まさなくなる。
ホテルの設備の復旧の目処がたたないこともあり、純は愛の介護に専念し、ホテルのオープンを当面見送ることを決める。様子を見に訪れた元上司や同僚らから説得や懇願されても休業の気持ちは揺るぐことは無かったが、認知症が進行し現状を全く把握できなくなった純の母が、休業中のホテルをかつて自分の父（純の祖父）が経営していたサザンアイランドと思い込んで通い詰めるとともに「まほうのくに」と称して気に入る。これをきっかけに、純は、愛が目覚めなくとも多くの笑顔を作りたい、そして2人の愛の証であるホテルを消してはならないと思い直し、ホテルの復旧に動き出す。
いまだ昏睡状態の愛に対して純は、愛が目覚めるまでに必ずホテルを「まほうのくに」にしてみせると話しかけ、口づけをする。そして愛は目を覚まさぬまま、物語は幕を閉じる。

### スペシャル『富士子のかれいな一日』編
純の先輩で、教育係でもあった桐野富士子（演者：吉田羊）を主役とした物語。
待田純がカイザーオオサキプラザ大阪を去って2年半後、桐野は40歳の誕生日を翌日に控えた日の朝を迎える。起き抜けに、同窓会で再会した元彼氏である鶴田から、大事な話があるとの用件で連絡が入り、仕事後に待ち合わせをする。明るい予感に浮かれる気持ちを抑えながら出勤。将来ホテルの社長昇格を目指す宿泊部長として仕事をこなす一方、結婚や家庭を持つ幸せを得た同期・後輩・部下の様子を見て仕事一筋の気持ちに迷いが生じながらも、定時に仕事を終え待ち合わせに向かおうとする。
しかし、飛行機の運航トラブルにより、急遽、大勢の宿泊客をオオサキで受け入れることになり、状況は一転する。部下たちに的確に指示を出し、抱えきれない客の受け入れ先の手配、苛立つ客たちをなだめるなど、忙しく仕事を終えようとしたときには既に待ち合わせから1時間半を過ぎていた。それでも鶴田との待ち合わせに向かおうとするが、道に迷った客に出くわして案内をし、再び足止めを食らう。すべてを終えて鶴田と連絡を取ろうとするが、既に鶴田は仕事で海外の赴任先へ向かう飛行機に乗った後で間に合わず、大事な話は聞けずじまいで終わる。
深夜0時、バーのカウンターで一人佇む桐野に、純から誕生日を祝う電話がくる。仕事で忙しそうであるが、充実した様子の純と電話で話し終えた桐野は、カラオケで「マイウェイ」を熱唱するのだった。

## 登場人物

### 第1部・第2部・第3部共通
狩野 純（かのう じゅん） → 待田 純（まちだ じゅん）
演 - 夏菜（語りも担当）（幼少期：安養寺可蓮）
主人公。「まほうのくに」のようなホテルを作ることを目標としている。平成2年（1990年）8月15日生まれ。
好物はカレーと豚まん。愛が作るクリームシチューも好物である。両親と異なり、標準語および関東方言を話す。
大阪府に生まれ、10歳で宮古島に転居。高校時代はハンドボール部でゴールキーパー。沖縄本島にある大学に進学。
正義感が強く活発だが世話焼きで実直。激高すると無意識のうちに他人を非難し責めたてる悪癖があり、トラブルを招くことが多い。
精神的に追い詰められると、「ひなまつりのうた」が頭から離れなくなる。
就職活動のため出向いた大阪で愛と運命的な出会いをし、交際を経て結婚。愛から「純さん」と呼ばれる。
新卒で入社したオオサキプラザホテルで「社長」とあだ名をつけられベルガール、ブライダル部、社長秘書、フロント係を経験するが、退職すると宮古島に戻って実家のホテル売却を阻止すべく奮闘する。しかしホテルは売却され、ショックで一時期自暴自棄な日々を送る。上原サトとの出会いをきっかけに「まほうのくに」を作る夢を取り戻すとともに、ホテル「里や」に再就職。「待田純の辞書に無理・不可能の文字はない」というスローガンを掲げ、24時間コンシェルジュとして勤める。しかし、里やが焼失し、自身が関わるホテルがすべてなくなっていくことに意気消沈し、ホテルへの再就職を諦めファッションブランド店に就くが解雇される。愛と離婚し晴海を連れて宮古島に帰ろうとしたが、剛に説得され希望を取り戻す。久世からホテルとしての活用目的で別荘を託され、開業に向け宮古に帰る。
廃墟状態の別荘をリフォームし、苦労の末にホテルのプレオープンにこぎ着けるが、ホテルが台風で大損害を被り、さらに愛が脳腫瘍で昏睡状態となり、ホテル運営の意欲を無くし愛の看護に専念しようとする。しかし、休業状態のホテルに通う母の様子を見て、自らのホテル経営の夢を思い出し、ホテルの再開に動き出す。
それから約2年後にあたる、番外編『富士子のかれいな一日』では、ホテルを復興し、深夜も忙しく働く姿が描かれている。
待田 愛（まちだ いとし）
演 - 風間俊介（第12週終盤 - 第13週では語りも担当）（幼少期：南出凌嘉）
昭和61年（1986年）6月16日。基本的には温厚な性格で一人称は「僕」だが、極度の怒りを覚えたり精神的に荒れると「ダーク愛」（風間命名）に変わり口調が乱暴になり一人称も「俺」に変わる。弟・純と妹・誠からは「あいちゃん」、妻・純からは「いとしくん」と呼ばれる。
「朝のクモは縁起が良い」と評したり、「純さんがいないときに来て」と称してクモを平気で外に逃がすなどクモには動じる気配がない。
双子（二卵性）の弟・純の死後、「他者の本当の心が見える」という能力が身についてしまったことによって、周りの人間の下心や裏の顔ばかり見えて信用できる人間がいなくなり、周囲の人をまともに見ることが苦痛となる。弟・純が亡くなった時に見た母・多恵子の本性におぞましくなって高校を退学、家出して都会を放浪し、なるべく人と言葉を交わす必要の無い仕事を転々として、人の顔を見ないよう、うつむいて歩いていた。
中学・高校時代は関西随一の進学校でトップの成績を取るほどの知力と、足の速さではインターハイを狙えたほど運動能力を兼ね備える。家事も完璧にこなせるが腕力は弱く、歌い出すと周囲がやめさせるほどの音痴である。大阪の路上で純と初めて出会って以来、彼女の裏表のない性格が気になり、後をつけて見守りつつピンチの際に手を差し伸べたりアドバイスするうちに両思いになり、交際を経て結婚。結婚後は、他者の心が見えることで外で働くとトラブルが生じたり体調を崩すために専業主夫となり、純を支えているが、彼女が里やに就職した頃から、「他者の本当の心を見る」ことが次第に減って無くなり、「里や」の厨房の料理指導を担当する。
里やが焼失後、ホテルで働くことを諦めた純に対して憤り、実家に帰り勢いから離婚を切り出すが、母の説教を受け考えを改める。その後、純と共に宮古へ移住し、彼女のホテル開業準備の計画から工事まで率先して動き、オープンに向け新作メニュー制作を担当する。開業準備の過程で頭痛に悩まされていたが、プレオープン成功後脳腫瘍で突然倒れる。腫瘍は脳幹に達するほど症状は重く、腫瘍が取りきれなかったために、手術後は昏睡状態となる。
それから約2年後にあたる、番外編『富士子のかれいな一日』において、桐野に近況を質問された純が、一呼吸間をおいてから、「一緒に花見をするなど仲良くしている」旨を語っているが、その時点での愛本人の登場シーンが無いことなど、はっきり元気になったとは描かれていないために、詳しい状況は不明である。

#### 狩野家の人々
宮古島でリゾートホテル「サザンアイランド」を営んでいたが、善行に代替わりした後から負債を抱え、やがてホテル売却を機に一家離散状態となるが、善行の死に際してまとまりを取り戻す。晴海以外の家族（純・善行・正・剛）は全員クモが苦手。
狩野 善行（かのう ぜんこう）
演 - 武田鉄矢
第2部までの登場。純の父親。サザンアイランドの2代目社長。昭和30年（1955年）6月20日生まれ。3兄弟（正・純・剛）の祖父母に当たる父・和彦、母・智子の長男である。
太宰治の『走れメロス』が大好きだったことから、晴海と交際していた頃、彼女から「メロちゃん」と呼ばれていた（この事で晴海が行方不明になった時に純から「メロちゃんは誰か」を聞かれた際に「自分が若い頃から呼ばれた渾名だ」と純に教えた）。人と話す時四字成語を好んで使う。
大阪育ちで、家族との会話は関西弁で話す。カナヅチでお化けが苦手。だし巻き卵が好物。商社マンであったが仕事に失敗し、宮古島にある晴海の実家に一家で転居。不本意ながら義父・真栄田弘治が経営するサザンアイランドで働くが、宮古や近隣住民と馴染めず毛嫌いする。弘治亡き後、社長に就任するが、経営は右肩下がりとなり借金を抱える。台風の被害で大打撃を受け、猛反対する家族を欺き、借金返済を理由にホテルと自宅を売却する。
客と取引先に対しては腰が低いが、頑固でプライドが高く、卑劣・非情な性格。常に後ろ向きな発言をし、何かにつけて四字熟語やことわざを用いて説教するため、家族から煙たがられている。ホテルの経営を巡る見解の違いや、人生観の相違、自らが立てた計画を阻止されたことなどから、純とは犬猿の仲であったが、内心は純の生き様を羨ましく思っていた。また、家出を繰り返す次男・剛とも折り合いが悪い。心中を読み明かす愛についても苦手に感じており、彼の母・多恵子とも相性が悪い。正論ではっきりと意見するマリヤに対しては、いつも言い返せずにいる。
大阪へ転居後は、後輩・梨田から提示されていた重役待遇の約束を反故にされ、閑職である隣の関連会社ビルの警備職に就職させられ、仕事に馴染めず家族に黙って退職。家族に発覚し妻の病状を目の当たりにしてショックを受け、家に寄り付かず行方をくらます日々を送る。昔の気持ちを思い出し、宮古へ戻って妻の介護に専念しようと改心した矢先、晴海が再び行方不明になってしまったことを純から知らされる。純と共に行方不明になった晴海を捜索し、海に落ちた晴海を助けようとしたが、自分が溺れて海に沈んでしまい、多臓器不全で意識不明の重体となった直後に死亡した。享年58。
武田は本作が連続テレビ小説への初出演であり、遊川から「あんたは俳優生活40年良い役柄が多いからここからは悪役を演じて死んでくれ」と依頼された際に、当初は武田が演じる役柄から躊躇していたものの、還暦を過ぎて新しい役柄に面白さを感じて出演を決めたと明かしている。
狩野 晴海（かのう はるみ）
演 - 森下愛子
純の母親。旧姓は真栄田。昭和36年（1961年）7月20日生まれ。
宮古島で生まれ育つ。「ミス宮古」になったほど若いころから美人であったことで、地元では有名人。結婚記念日は5月8日。マイペースで穏やかな性格だが、家族に問題が起こるたびにうろたえては純に甘えすがるなど頼りない。末子・剛にはかなり甘い。
沖縄料理が得意であり、里やの板前・藍田に沖縄料理を指南する。
夫の善行が実家の家業を継いでくれたことを感謝しているため、なるべく逆らわないよう心がけているが、内心では善行に振り回されてきた結婚生活に疑問といら立ちを感じていた。しかし善行の病状が極度に進行するにつれ、夫を幸せにしてあげられなかった、もっと夫を愛してあげれば良かったと自らを悔やむ。
過去のサザンアイランドを取り戻したく、経営上の難点を指摘する純に陰で同意しているが、純の決断が失敗するとどんな経緯であっても純をキツく責める。
自らの本心を読み家族に明かした愛を嫌悪し、純との結婚にも反対し続けていたが、徐々に打ち解け合えるようになる。
サザンアイランドのビーチの所有権を持っていることを盾に、離婚覚悟でホテル売却を反対するが、善行がホテルの取り壊しを強行したため、諦めて善行と共に大阪に転居する。大阪での生活を始めてすぐ若年性アルツハイマーを発症し、医師の勧めもあり宮古へ帰りたいと善行に言うが反対されたショックで症状は悪化。夫の善行と恋人時代の「メロちゃん」が同一人物であることも認知できなくなるほど症状が進行する。善行の死後、剛と共に純と愛のアパートの隣室（かつて山田芽衣が住んでいた部屋）に移り住み、第3部では、ホテル開業に動き出した純と愛夫婦、長男の正一家とともに宮古に戻る。開業資金に困っていた純と愛のために島民に模合の交渉をし開業に力を貸すが、病状は徐々に進行し、新生サザンアイランドが天災に遭った頃には、家族全員の認知ができなくなり、純については、父・真栄田弘治が経営するサザンアイランドの従業員と思い込む。
狩野 正（かのう ただし）
演 - 速水もこみち（幼少期：泉翔太）
狩野家の長男で、純と剛の兄。家業のサザンアイランドを手伝っている。昭和61年（1986年）3月3日生まれ。
純の学生時代の同級生に片っ端からナンパして泣かせるなど、プレイボーイでことなかれ主義。つき合った彼女とのトラブル処理は純任せにしてきた。長男であることを理由に決断を迫られることを嫌うが、純が決断し失敗すると強く純を責めたてる。善行の死後、家長の座を純に託す。
善行が決めた相手との式中に、妊娠中の恋人･マリヤと逃げ出し、駆け落ちする。その後、両親と和解し、マリヤと共に実家に戻る。
実家の売却後は、那覇に転居し、ビジネスホテルに就職する。長女・勇気の誕生後、かつての婚約者である比嘉愛子との不倫が原因でマリヤに離婚届けを出されるが、不倫が終局し妻と子の愛おしさに改めて気づき、マリヤとよりを戻し再び婚姻届を出す。この件を機に大阪に転居した両親と再び同居を始め、「待田純」の源氏名でホストクラブに転職後、善行の死後にサトが紹介したビジネスホテルに就職。就職早々、ホテルの社長から社長夫人と不倫していると疑われ解雇されるが、テコ入れを始めた里やで特技のマッサージを生かし働く。
里やの焼失後は、自宅でマッサージ店を開業するが、純のホテル開業に協力すべく店を畳み、一家で宮古へ戻る。
新生サザンアイランドでは、里や時代と同じく来客へのマッサージを担当する予定であったが、ホテルのオープンが一度見送られたために宮古のマッサージ店に就職しホテルへの出張マッサージを担当していたが、純の心の変化により正式オープンを目指して動き出したことにより、再び新生サザンアイランドへ戻った。英語を多用する癖がある。
狩野 剛（かのう つよし）
演 - 渡部秀（幼少期：小野田翔空）
狩野家の次男で、純と正の弟。2浪を経験している。平成4年（1992年）4月1日生まれ。もずくの天ぷらが好物。
家出を繰り返し、音楽や書道など色々なことに挑戦して動画サイトへの投稿をしているが、どれも長続きしない。お調子者で自分の都合が悪くなると、母か純に甘えている。特に晴海への依存が強く、晴海を振り回す父・善行とは折り合いが悪く、純の決断で晴海が困る状況になると、強く純を責めたてる。
家出し、純の家に転がり込んだ際に、同じく家出をして居候中の誠に一目惚れするが、誠からは素気ない態度を取られつづけている。誠からは「つよきち」などと呼ばれている。
善行の死後は晴海と共に純と愛が住むアパートの隣室に引っ越し、リサイクルショップに就職する。里やの焼失後は、アートに生き甲斐を見出すようになる。純が夢を諦めて宮古に帰ろうとした際、モネの話題を用いて励ましたことが純を立ち直らせるきっかけとなった。
その後、アートの勉強のために一人大阪に残り仲間と共に絵画活動に励む。後に純が開業する予定のホテルの殺風景な壁の一部にアートを依頼され、晴海と正の落書きをヒントに実家のホテルとビーチの壁画を描き上げた。
狩野 マリヤ（かのう まりや）
演 - 高橋メアリージュン
正の妻。昭和63年（1988年）9月8日生まれで、旧姓は丸山。日本人の父（達也）とフィリピン人の母（マリーベル）を持つハーフ（長女）。家族想いの心優しい性格。反面、激情的な面を持つ。部屋の整理整頓が得意だが、首にかけているネックレスはいつも曲がっている。
キャバクラで働いていたとき、正の子供を妊娠し、産みたいと主張するが、正・善行・晴海に反対される。狩野家に対して中絶する旨を言い残し立ち去ったが、子供を1人で育てる決心をし、転居し別の店で働いていた。
純の必死の呼びかけで考えを改め、正と復縁し駆け落ちした後、狩野家と和解し同居を始める。その後、正と那覇へ転居し、自宅で長女・勇気を出産する。
正との離婚・復縁騒動を機に正・勇気と共に大阪に転居。再び義理の両親と同居し、スーパーのパートを始める。その後、純から「おねえちゃん」と慕われ、互いに理解できる関係となる。
新生サザンアイランドでは、病気で臥せた愛から料理担当を任される。
狩野 勇気（かのう ゆうき）
第2部からの登場。正とマリヤの第一子で長女（純と剛の姪）。サザンアイランドを売却した年の12月25日に誕生する。マリヤが、純が頑張る姿を見たことをきっかけに命名した。
真栄田 弘治（まえだ こうじ）
演 - 平良進
狩野3兄弟（正・純・剛）の母方の祖父で、晴海の父親。サザンアイランドの創業者で初代社長。純が高校生の時には既に故人。純ら孫から「おじい」と呼ばれている。
元は自動車整備工場を営んでおり、旅行に連れて行くことができなかった余命わずかな妻（純の祖母）のためにホテルを始める決意をするが完成前に妻は死去した。生前から純に最も慕われ、亡き後も、純の心のよりどころとなっている。

#### 待田家の人々
神戸で代々続く、待田法律事務所を営む裕福な家。謙次、愛、誠の三人は次男・純の死をきっかけに他者に対する違和感を気にするようになったが、のちに愛の妻となる主人公・純に対しては三人とも特別な違和感を持っていない。
待田 多恵子（まちだ たえこ）
演 - 若村麻由美
愛の母親。代々弁護士事務所を営む待田家の一人娘として育ち、弁護士としての実力は夫の謙次より上。昭和37年（1962年）4月14日生まれ。
若いころに謙次を尊敬し結婚。仕事に追われるあまり次男を介護できなかったことを後悔し、彼の死去後は謙次との仲が悪化、仕事に没頭する日々を送り、家族や主人公・純など周囲の人間に対して冷酷かつ高圧的に振る舞うようになる。周囲に打ち明けることはなかったが、謙次・愛・誠と同様に、耳鳴りと他者の汚臭や本性に悩み続けている。自らの言動に背き結婚宣言をした愛に勘当を言い渡す。
オオサキプラザホテルが外資企業・カイザーと合併交渉をする席ではカイザー側の代理人にたち、合併後は利益増加を目的とした経営の合理化と人員削減を率先して行う。また、合併交渉以前から中津留と頻繁に面会し、中津留の社長就任を手助けする。
梨田の会社の顧問弁護士でもあり、難航するサザンアイランド買収を成功させる方法を梨田に教える。
当初は主人公・純を敵視し、会えば嫌味を発し、先述の通り主人公・純を取り巻く環境に圧力をかけていたが、過労で倒れて里やで介抱されたのを機に徐々に心を開くようになり、愛の離婚危機の瀬戸際に至っては逆に離婚を思いとどまるよう、迷う主人公・純と愛の背中を押す。
主人公・純と愛たちが再建したホテルのプレオープンへ招待を受け、当初断ったが、主人公・純から愛の誕生日当日であることを理由に説得され宮古へ向かう。そこで待田家が再び心一つになり、三重苦の苦悩から解き放たれて満面の笑みを見せる。また、家族写真を撮影する際に主人公・純を招き入れ、初めて家族として認める。
愛の名前は、女に生まれて父（愛・次男の純・誠の、祖父）から残念がられた自らの経験から、「男とか女とかの枠を超えた人間に育ってほしい」という彼女の強い希望で、謙次の反対を押し切って名付けたものである。
関西在住でありながら標準語あるいは関東方言で話している。
待田 謙次（まちだ けんじ）
演 - 堀内正美
愛の父親で弁護士。多恵子と結婚し、婿養子として待田家に入る。昭和27年（1952年）6月21日生まれ。
次男・純の死去後、他者の話を聞くと耳鳴りがするようになる。また、周囲にきつく当たる多恵子を畏怖し、陰で不倫を繰り返している。多恵子が過労で倒れて考えを改め、素直な気持ちを伝えようとしたのを知らずに、自ら離婚を切り出し多恵子の承諾を得る。
その後、東京に事務所を移籍し多忙だったが、主人公・純から愛の誕生日を祝って欲しいと説得され、プレオープン当日に宮古へと足を踏み入れた。待田家が再び心一つになって耳鳴りが消える。
多恵子と違い、長男・愛と主人公・純の交際・結婚に関しては特に反対するような言動はしていない。
本人も関西在住でありながら標準語を使っているが、我が子の前では関西弁を使っている。
待田 誠（まちだ まこと）
演 - 岡本玲
待田家の長女で、愛の妹。主人公・純の義妹。平成3年（1991年）12月13日生まれ。法学部の大学生で愛の家出後、家業の後継者として多恵子から強い期待を寄せられているが、本心では弁護士になることを嫌がり、多恵子に反抗し衝突後に家出する。その反抗心の勢いだけで剛と結婚しようとしたこともあったが晴海の説得で思いとどまる。サザンアイランドの取り壊しを見届けた後、ミュージシャンの男性に一目惚れし同棲を始めたが、相手に金をせびられたうえに浮気されたことで破局し、実家に戻る。
周囲に対してつっけんどんな態度で接しているが、多恵子とは違い主人公・純と愛の交際や結婚については応援するような言動をしている。
次兄・純の死去後、周囲の人々の匂いが臭く感じるようになり常にマスクを着用していたが、待田家が心一つになったことで空気がおいしいという感覚を取り戻す。想いを寄せられる剛から「まこっちゃん」と呼ばれている。また、家族の中では唯一、関西弁で話している。
第3部の宮古島編以降、剛に対し親しく話しかける羽純に対し対抗心や嫉妬心を見せることもある。その後、愛が脳腫瘍で倒れたことをきっかけに、医師を目指すために大学を再度受験し、将来は愛を治療する決意をする。神戸へ帰る際には、剛と口づけを交わした。
待田 純（まちだ じゅん） - 風間俊介（2役）（幼少期、2役：南出凌嘉）
待田家の次男で、愛の双子（二卵性）の弟。生まれつき病弱で、17歳の時、白血病のため死去。死の直前に愛を妬む言葉を発したことが、愛を精神的に追いつめ苦しめている。
彼の死が家族に変化を与えることとなった。

### 第1部に登場する人物

#### オオサキプラザホテルの人々
大阪の大手シティホテル。創業60周年を迎えた年に外資企業「カイザー」に事実上吸収合併され、「カイザーオオサキプラザ大阪」に改称される。オオサキ残留組は第2部の最初にも登場し、大先・桐野・水野・千香は第3部にて新生サザンアイランドを訪れる。
大先真一郎（おおさき しんいちろう）
演 - 舘ひろし
オオサキプラザホテルの2代目社長。昭和27年9月10日生まれ。創業者である父・真蔵の跡を継ぎ、社長に就任した。幼少時代はスーパーマンに憧れていた。妻とは別居中で社長室に寝泊りしている。
採用面接の際の「社長になりたい」発言を気に入り純を採用する。「実は経営よりも宿泊の方が好き」という気さくで楽天的な性格。
純に会うと顔色を察し、励ましたりアドバイスをする。争いごとが嫌いな性分から、ホテルの合併交渉では尻込みをしていたが、純と桐野の後押しでオオサキを「魔法の国」にすべく、改革案を考案する。しかし合併後の役員会議でそれを一蹴された上、満場一致により社長職を解任され、純と桐野にオオサキを「魔法の国」にすることを託し、去った。その後、ホテル評論家となり、本を執筆する。
新生サザンアイランドの開業を知り、偽名を使って桐野とともに宿泊の予約を入れるが、天災で断られたきり音信不通になったため、心配して純の様子を見に訪れる。
純がオオサキを去って2年半後、搭乗していた飛行機のトラブルにより、偶然、カイザーオオサキプラザ大阪に宿泊することになる。
中津留賢二（なかつる けんじ）
演 - 志賀廣太郎
純の入社当初の総支配人（GM）。オオサキプラザホテルの創業者である大先真蔵が社長を務めていた、ホテル創業20周年にあたる昭和47年、営業部に入社した。
採用面接の際に、受験者の顔を見ず応募書類ばかり見ていたため、他の横柄な面接官らとともに、純に憤慨され指摘を受ける。表情が乏しく寡黙であるため、何を考えているのか分からない様子を見せており、純からは「影が薄い」と思われていた。
2代目社長・大先真一郎の楽天的な経営に不満を持っていたため、多恵子と結託し、ホテルの合併後はカイザーの思うとおりに運営させる。大先を社長職から解任に追い込み、カイザーオオサキプラザ大阪の新社長に就任した。
桐野富士子（きりの ふじこ）
演 - 吉田羊
純の先輩で接客指導担当。中途採用で入社。ブライダル部の池内とは同期である。大先と交際した過去があり、交際解消後も大先の力になりたく独身を貫いてきた。
規程や礼儀に厳しく、規程から外れた行動をする純を厳しく注意し、勤務中の純に「社長」というあだ名で親しく話しかけた大先をたしなめる。勤務中は感情を表に出さず常にクールな言動をしているが、入社当初は純のように明るい性格だった。
カイザーとの合併による人事再編成により、米田の後任となる宿泊部長に昇進する。大先の解任後は、自らも社長を目指すことを明言した。純が退職する際、合併時に取り外したプレートをオオサキの精神として純に託した。
5年前までは池内、新井とともに社内のコーラス部に所属していたため、初対面の羽純にいろいろな曲をリクエストしていた。
新生サザンアイランドの開業を知り、大先とともに、台風罹災後の新生サザンアイランドを訪れ、愛が述べた事柄と同じ改善点を純に指摘し、アドバイスを送る。
池内音子（いけうち おとこ）
演 - 飯島順子
純の先輩でブライダル部所属。異動してきた純の直属の上司。桐野とは同期で同じく独身。
カイザーとの合併による人事再編成により、露木の後任となる料飲部長に昇進する。
5年前までは桐野、新井とともに社内のコーラス部に所属していた。
純がオオサキを去って2年半後、見合結婚することを桐野と新井に打ち明ける。
新井民子（あらい たみこ）
演 - むかいさとこ
純の先輩で広報部所属。数期先輩に当たる桐野と池内の2人を姉事しており、5年前まではその2人とともに社内のコーラス部に参加し活動していた。オオサキプラザホテル創立60周年記念のロビーイベントの担当者となったが、アイデアが浮かばなかったところ、純が企画した『ロビーウエディング』に共鳴し実行協力者となる。カイザーとの合併後は広報部の幹部に昇進する。バツイチであるが、純がオオサキを去って2年半後、再婚し、仕事を産休している。
小野田大地（おのだ だいち）
演 - 木内義一
純の先輩でフロント係でフロントキャプテン。粕谷がチェックインする際に、純にトラブルがあったことを知らず、別の解釈をして仲裁に入った。
純が入社した当初は千香の直属の上司であったが、カイザーとの合併による人事再編成により、フロント係に異動した純の直属の上司となる。純がオオサキを去って2年半後、総支配人に昇進している。
皆川直樹（みなかわ なおき）
演 - 川島潤哉
純の先輩でベルボーイでベルキャプテン。田嶋・池野・フロントキャプテンの小野田と一緒にいることが多い。
ベルガール時代の純の直属の上司であったが、カイザーとの合併による人事再編成により、降格した米田の上司にあたる役職に昇進し、ベルガールに異動した千香の直属の上司となる。
田嶋次郎（たじま じろう）
演 - 駒木根隆介
純の先輩でベルボーイ。最終面接で失言し落ち込んだ純が、自棄になりオオサキプラザホテルに宿泊した際に案内を担当した。池野や皆川、フロントキャプテンの小野田と一緒にいることが多い。特徴は肥満型の体型。
純がオオサキを去って2年半後において、部屋の案内が大雑把であるとクレームを受け、さらにカイザー側の経営陣からは「やる気が見られない体型」と酷評される。飛び込みの大仕事で宿泊部総動員の忙しさのなか、早番と用事を理由に帰ろうとするが、桐野に問責されて改心し、現場に戻る。
池野隆史（いけの たかし）
演 - 顔田顔彦
純の先輩でベルボーイ。田嶋や皆川、フロントキャプテンの小野田と一緒にいることが多い。
水野安和（みずの やすかず）
演 - 城田優
純の先輩でコンシェルジュ。愛とは中学・高校時代の同級生で、柔道部に所属していたため腕っ節が強い。TOEIC910点、さらに中国語検定3級、なにわ なんでも大阪検定2級、シビルウェディングミニスターの3つの資格を所有している。
容姿端麗で仕事ぶりも優秀だが、「自分が誘って拒んだ女性はいない」と自他共に認めるナルシスト。純に興味を持ち、いつもの調子で頻繁に誘い交際を申し込むが、断られ続け、純に対し本気で好意を寄せるようになり、純を口説く際、トルストイなど偉人の名言を用いる。千香から思いを寄せられていたが、当初は「特別な感情はない」と振っていた。
純と結婚した愛に対し嫉妬心を募らせることがあり、時に妨害を行ったりもしていた。
カイザーとの合併後に他のホテルからヘッドハンティングを受けて退職しようとするが、桐野・池内・新井から叱責されて思い直し、オオサキに留まる。
新生サザンアイランドの開業を知り、千香とともに台風罹災後の新生サザンアイランドを訪れた際に、千香と婚約したことを明かした。
純がオオサキを去って2年半後、宿泊部の課長に昇進し、千香との間に子供が誕生している。
田辺千香（たなべ ちか）
演 - 黒木華
純の同期でフロント係。採用面接では面接官らの横柄な振舞に混乱しそうになるが、結果は採用となる。
普段はおとなしく気が弱い性格であるが、怒ると豹変し関西弁でどすを利かせる。
嫉妬深い性格であり、思いを寄せる水野が自分よりも純に興味を示していることを知り、純に対し敵対心を見せ、時に陰険な嫌がらせをしていた。純が愛と結婚した後は水野と対照的に、良き友人として接している。また、第3部の宮古島編（第149回）では水野があゆみや羽純に対し色目を使ったと思い込み、彼女たちに嫉妬心を見せていた。
カイザーとの合併前から、接客と英語が苦手との理由でリストラの危機感を持ち、人事再編成でベルガールに異動した際もリストラの類と思い込んでいた。合併後もなお生き生きと働く純に劣等感を抱いていたことを理由に退職願を出すが、純に止められ桐野に諭され自分がオオサキに必要とされていると気づき、泣言を言ったり他者のせいにしないことを誓い、退職願を撤回する。純が退職した後も、桐野らと一緒に元気に働いている。
新生サザンアイランドの開業を知り、婚約者となった水野と共に台風罹災後の新生サザンアイランドを訪れ、結婚式の招待状を渡した。
純がオオサキを去って2年半後、水野との間に子供が誕生し、育児に専念している。
宮本（みやもと）
演 - 小堀正博
純と千香の同期。
大先真蔵（おおさき しんぞう）
演 - 須永克彦
写真のみで登場。2代目社長・真一郎の父親。オオサキプラザホテルの創業者で先代の社長（故人）。
米田政国（よねだ まさくに）
演 - 矢島健一
純の入社当初の宿泊部長で案内・フロントなどを管轄する。ベルガール時代の純の上司。
採用面接の際に、携帯電話の着信音を平気で鳴らし、受験者が回答中であるにもかかわらず堂々と電話に対応したため、純から「ケータイじじい」と称される。純とは互いの見解の食い違いから頻繁に衝突している。英語が苦手である。
カイザーとの合併による人事再編成により、新たに宿泊部長となった桐野や皆川の部下に降格後、仕事を与えられない自己開発部に異動しリストラ候補者となる。高圧的に早期退職を迫る多恵子に他のリストラ候補者らと共につめよった際に揉み合いとなり、その巻き添えで常連客である種田にけがを負わせた責任を取り、退職した。
露木敏哉（つゆき としや）
演 - や乃えいじ
純の入社当初の料飲部長で料理・ブライダルなどを管轄する。ブライダル部に異動した純の上司。ベルボーイから叩き上げで料飲部長に昇格していた。嫁入り前の娘が2人いる。
大声でくしゃみをするのが癖で、採用面接の際にも、受験者の回答中に大声でくしゃみをし、純からは「くしゃみじじい」と称される。露木がくしゃみをすると、つられるように周囲の部下たち（特に男性社員）もくしゃみをしだす。
カイザーとの合併による人事再編成により、料飲部長から降格後、仕事を与えられない自己開発部に異動しリストラ候補者となる。高圧的に早期退職を迫る多恵子に他のリストラ候補者らと共に詰め寄った際に揉み合いとなり、その巻き添えで常連客である種田にけがを負わせた責任を取り、退職した。
ジョン・カイザー
演 - グレン・ブラウン
カイザーグループの最高責任者。

### 第2部に登場する人物

#### 里やの人々
大阪の大正区にあるホテル。上原サトの亡き舅が大阪に来る沖縄県人のために創業したが、実態は簡易宿所に近く、たたずまいから食堂と思われることも多い。従業員達はそれぞれ名付けられたあだ名で呼ぶのが決まりとなっている。多額の負債を抱え廃業の危機になるが、純ら従業員の努力と純の親族の協力で経営を立て直し軌道に乗った矢先、客の火の不始末が原因で建物が全焼する。従業員はやむなくそれぞれの道を歩むことになるが、第3部において天草親子と羽純は、純が開業するホテル・新生サザンアイランドの力になるべく宮古島を訪れ、サトと藍田は客として新生サザンアイランドを訪れる。
上原 サト（うえはら さと）
演 - 余貴美子
里やの女将。営業時間にもかかわらずテレビドラマに釘付けで、客室の状況について無関心、無銭飲食も容認するなど、経営に関してやる気のないそぶりを見せている。亡き夫から受け継いだ自身の名前がついたホテルに愛着を感じ、営業を続けているが、本心は脚本家になりたいという希望を持っている。そのため、「ドラマチックだねぇ〜」が口癖で、里やで起こる事件をドラマの展開に例えて解決しようとする。また、対話する者同士の間に無意識に立つのが癖である。亡き夫が宿泊客との縁を大切にしていたことから人脈は広く、求職中の純に対してサトが紹介したすべての一流ホテルが即日内定を出した。石原裕次郎と天海祐希のファンであることから、自らでつけた あだ名は『ボス』だが、あだ名で呼ぶ従業員は誰もいなかった。里やのテコ入れを開始した後に周囲（特に藍田）からあだ名で呼ばれるようになる。
実家のホテルを売却された失意で泥酔し高熱で川端に倒れていた純を保護・看護する。里やで働きたがる純に当初反対したが、純の意気込みを聞き、（ドラマチックなことが起こりそうで）面白そうと思い、雇い入れる。
好物はウィンナーシュニッツェルで、新婚旅行でウィーンに行った際に食べた味が忘れられないとのことである。亡き夫とは沖縄地区に修学旅行へ行った際に知り合っており、本人によると「駆け落ち同然での結婚だったため式は挙げておらず、籍のみ入れた」とのこと。
里やが倒産の危機になった頃から脚本を書くことに専念するようになる。里や焼失後、シナリオコンテストで大賞を取ったことを機にドラマの仕事の依頼も舞い込み、売れっ子脚本家となる。また、藍田のしつこい押しに負けて彼と再婚。そして、新生サザンアイランドの開業を知り、藍田とともに台風罹災後の新生サザンアイランドを訪れる。
藍田 忍（あいだ しのぶ）
演 - 田中要次
里やの板前。独身だが、サトに密かに思いを寄せる。料理の腕はサトよりも劣り、料理を完食した客は一人もいない。しかし、サトの夫に生前から信頼を置かれ、遺言により雇われ続けている。
外国人のような濃い顔つきのため、サトから『セニョール』とあだ名をつけられている。従業員の中では良識的であるが、仏頂面の割に少々弱気な所があり、口下手で子供が苦手。その反面、サトが所有する三線（さんしん）を取りに行くため、危険を顧みず火事になった里やの中に自ら飛び込むなどタフな一面を見せた。
愛の料理のうまさと知識の広さに感動し慕い、彼を「師匠」と呼ぶ。里やがテコ入れを始めたことをきっかけに、レパートリー豊富な愛の協力を得ながら料理の腕を上げていく。
里や焼失後は、サトが紹介した飲食店に就職するが、サトに誘われてついていく。その後、脚本家になったサトのマネージャーになり、サトに何度も求婚した努力が実を結んで結婚。新生サザンアイランドの開業を知り、サトとともに台風罹災後の新生サザンアイランドを訪れる。これらの経緯からか、元里やの従業員の中で純が宮古島帰省後で唯一あだ名で呼び、かつ開業準備中の新生サザンアイランドのスタッフに採用されていない唯一の人物となった。
天草 蘭（あまくさ らん）
演 - 映美くらら
里やで息子と住み込みで働く客室係。里やに就職する前は腕利の美容師であった。本名は「満田（まんだ）あゆみ」であるが、夫のDV被害に遭い息子を守るために家出したこともあり、サトらに素性を隠し偽名を名乗っていた。サトがつけたあだ名は、外見や立ち居振る舞いから『セクシー』。純と出会った当初はDVで負った額の傷を隠すように顔の左半分を長い髪で覆っていたが、里やに押しかけた夫を皆で追い返したことを機に、髪で覆っていた顔の左半分を上げて、士郎を守るために強くなることを決意する。純が再就職した当初はことあるごとに純を敵視していたが、先述の一件を機に打ち解けるようになった。里やのテコ入れの際には、自らの腕を生かして、ヘアメイクアーティストとして力になる。
里や焼失後はサトから紹介された美容院に就職するが、純のホテル開業の決意を知り、後から開業準備の手伝いに士郎とともに宮古島に移り住み駆けつける。これを機に、あだ名や偽名の呼び名を改め、純たちから「あゆみさん」と呼ばれるようになる。開業前に新生サザンアイランド専属の美容師として採用されるが、ホテルのオープンが一度見送られたために美容院に再就職するも、純の心の変化により正式オープンを目指して動き出したことにより、再びホテルへ戻る。
天草 士郎（あまくさ しろう）
演 - 岡田篤哉
蘭の息子で彼女の『生きる希望』。本名は「満田士郎」で、名字として使っている天草姓は、蘭が偽名を用いるための姓である。
自分からしゃべりかけることは一切なく、伝言の際（キツイ一言や暴言も含む）には紙に書いて相手に見せたり丸めて投げつけていたが、里やを失って皆と離ればなれになった悲しみに泣き、ついに声を発し、以降は普通に自分からしゃべりかけるようになった。
その後蘭に伴われ、宮古島に移り住んだ後開業準備中の新生サザンアイランドにやってきた。
宮里 羽純（みやさと はすみ）
演 - 朝倉あき
里やの雑用係でサトの遠縁。家族とは疎遠になっている。雑用係ということになっているが、仕事をするかどうかは本人の気分次第。いつでも無気力で食堂の片隅に座りストローでジュースを飲んでいるため、サトから『チュルチュル』とあだ名をつけられている。
本来は饒舌で明るい性格であったが、純のように親切心で話したことが薮蛇となり友人は次々離れていき、駆け落ちを約束した恋人から待ちぼうけを食らい振られて孤立し、行くあてもなく遠縁のサトを頼る。それ以降、死ぬまで必要最低限の言葉しかしゃべらないと決意し、二字熟語しか発していなかったが、晴海の優しさに触れて心を開き、その後は普通に会話するようになった。以降、純から「羽純ちゃん」と呼ばれる仲になる。
日常的に一人カラオケをやっていた経験により、歌うことが得意で童謡から歌謡曲まで幅広い知識があることから、テコ入れを始めた里やで客のリクエストに応じて歌う「人間ジュークボックス」として力になる。また、新生サザンアイランドでオオサキの桐野と対面した際、桐野がリクエストした曲を難なく歌っている。
里や焼失後は、サトから沖縄の実家に帰るよう指示され里やの仲間と離ればなれになることを嫌がり躊躇するが、純の宮古島のホテル開業予定を知り、後に開業準備の手伝いに駆けつける。開業前に新生サザンアイランドの従業員として採用され、ジュークボックスに収録されていない曲の歌い手を引き受ける予定であったが、ホテルのオープンが一度見送られたために沖縄料理店のライブバンドの歌手に就職するも、純の心の変化により正式オープンを目指して動き出したことにより再びホテルへ戻る。
宮古で剛と再会し、密かに思いを寄せるようになるが、剛と誠が互いに好意を寄せ合っていることを察して失恋。しかし、純に恋の相談をしたことをきっかけに、純と親友関係になる。
金城志道（きんじょう しどう）
演 - 石倉三郎
第3部はゲスト出演。里やに出入りする常連客で琉球舞踊の師匠（打楽器の三板を手にしていることもある）。宮古島出身。オネエ言葉を話す。高校時代は、後輩にあたる晴海に対して初めて恋をし、デートをしたこともある。晴海に失恋して以後はゲイとなり、正とマリヤの離婚騒動の際には正を気に入ってアプローチを試みたが、純に止められた。
久世秋代（くぜ あきよ）
演 - 朝加真由美
第3部のキーパーソンとなる人物。元ファッションデザイナー。パートナーとブランド「J&A」を立ち上げたが、店が拡大していくにつれ彼と考え方に相違が生まれ、喧嘩別れしたことで笑顔を失っていた。ある日酒浸りで里やを訪れ、長期宿泊客となる。24時間コンシェルジュの純に対し自分を笑わせるよう頼んだ。しかし精一杯の努力にも拘わらず久世は一向に笑わず、万策尽きた純はマリヤ・勇気親子の協力を得てほんの少し彼女を笑せることに成功するも彼女は納得せず、いつか自力で笑わせることを純に約束させた。里やの焼失後、正のマッサージ店の常連となる。純が「J&A」に就職したことを知り、無理やり解雇させる。
周囲に「おせっかい」をしてしまう本来の自分を取り戻した純が、彼女の笑顔を取り戻そうと元パートナーに掛け合ったことに心を動かされ、よりを戻して夢を取り戻した純と愛に、自らが持つ宮古島の別荘の提供を申し出る。申し出に対して純と愛が喜んで受け入れたことでついに笑顔を見せ、純の約束は果たされたことになった。その後、オープン直前の新生サザンアイランドを訪れ、ホテルの制服を提供した。

### 第3部に登場する人物

#### 新生サザンアイランドの人々
元々は第2部の里やで働いていた従業員。里やの焼失により、常連客だった久世秋代が純に提供した別荘をホテルに改装する手伝いをしている。蘭と羽純はオオサキの従業員4人が客としてきた際、新生サザンアイランドの従業員として初対面を果たす。
久世秋代（くぜ あきよ）
演 - 朝加真由美
詳細は#第2部に登場する人物を参照。
天草 蘭（あまくさ らん） / 満田（まんだ）あゆみ
演 - 映美くらら
詳細は#第2部に登場する人物を参照。
天草 士郎（あまくさ しろう） / 満田 士郎
演 - 岡田篤哉
詳細は#第2部に登場する人物を参照。
宮里 羽純（みやさと はすみ）
演 - 朝倉あき
詳細は#第2部に登場する人物を参照。
平良キン（たいら きん）
演 - 吉田妙子
雑貨屋の店主。家を出たキン自身の孫・勝が宮古に戻ることを望み待ちわびており、勝の思い出の詰まった、かつてのサザンアイランドにあったジュークボックスを所有している。ジュークボックスを乞う純と愛に対して当初は頑に断り続けていたが、純たちのジュークボックスへの思い入れを知り、貸し出す形で提供する。
また、晴海の認知症が進行した際には、友人らとともに、晴海を受け入れ面倒を見る。
平良勝（たいら まさる）
演 - 柳下大
第23週に登場。平良キンの孫で純の元彼氏。高校時代に純と交際していたが、他の相手に心変わりし純を振る。その後、観光収入で生活している宮古に嫌気が差して家を出て上京するが、数年ぶりに帰りキンの店の金を持逃げしようとし、来店した純と鉢合わせする。金に困り、キンが彼のために購入した、かつてサザンアイランドに置かれていたジュークボックスを業者に高値で売却しようとしたが、キンに叱咤され諦める。キンに冷淡な態度を取り続けていたが、純の説得を受け和解する。

### スペシャルに登場する人物

#### カイザーオオサキプラザ大阪
桐野富士子（きりの ふじこ）
演 - 吉田羊
詳細は#第1部に登場する人物を参照。
水野安和（みずの やすかず）
演 - 城田優
詳細は#第1部に登場する人物を参照。
中津留賢二（なかつる けんじ）
演 - 志賀廣太郎
詳細は#第1部に登場する人物を参照。
小野田大地（おのだ だいち）
演 - 木内義一
詳細は#第1部に登場する人物を参照。
皆川直樹（みなかわ なおき）
演 - 川島潤哉
詳細は#第1部に登場する人物を参照。
田嶋次郎（たじま じろう）
演 - 駒木根隆介
詳細は#第1部に登場する人物を参照。
池内音子（いけうち おとこ）
演 - 飯島順子
詳細は#第1部に登場する人物を参照。
新井民子（あらい たみこ
演 - むかいさとこ
詳細は#第1部に登場する人物を参照。
東達也（ひがし たつや）
演 - 山本鷹也
新入社員。宿泊部に所属する。
山内奈々（やまうち なな）
演 - 納富有沙
新入社員。宿泊部に所属する。

#### その他の人々（スペシャル）
鶴田（つるた）幸太郎
演 - 風間トオル
声のみの出演。桐野の元彼氏。桐野と交際していた頃は、桐野の仕事の都合で待ちぼうけを食らうことが多かった。仕事で海外へ旅立つ直前に、大事な話があるとのことで、桐野に連絡を取り、待ち合わせをする。
大先真一郎（おおさき しんいちろう）
演 - 舘ひろし
詳細は#第1部に登場する人物を参照。
待田純（まちだ じゅん）
演 - 夏菜
詳細は#第1部・第2部・第3部共通を参照。

### その他の人物

#### 第1部
老女
演 - 川本美由紀
第1週で登場。弱々しい老女と見せかけ、背負ってくれた純の財布を盗んだところを愛に見抜かれ、突如走り出して逃げる。愛が特殊能力を純の前で初めて披露するシーンである。
山本
演 - 芝本正
第1・5週で登場。オオサキプラザホテルの客。
純の深夜帯の研修中規程時間外にルームサービスを要望し、嫌な顔ひとつせず対応した純に感謝する。再びホテルを訪れ、ベルガールの純と再会した際、深夜にまたコーヒーを持ってくるように頼む。規定外の行動を上司に注意されている純がベルガールらしい応答で断ったため、「別人みたいだ」と山本は言う。
北見
演 - 平泉成
第2週で登場。オオサキプラザホテルの客。ベルガールとなった純が初めて対応した客。
北海道出身で、1年前に他界した妻の弔いのために30年前に新婚旅行で訪れた際と同じ部屋に宿泊するが、隣室の粕谷たちの騒ぎ声に悩まされる。旅行で妻とは対照的な態度で応対したために「バチが当たった」と悔やんでいた。損得を顧みず体を張って粕谷をいさめた純に感謝する。
粕谷
演 - 近藤芳正
第2週で登場。オオサキプラザホテルの上得意客で製薬会社の総務部長。チェックイン前から純にセクハラをしたため純から「エロじじい」と呼ばれる。
飲酒して仲間と共に部屋で騒ぎ、隣室の客・北見に迷惑をかけたため、注意し食い下がる純と揉めた挙句、オオサキとの取引の断絶を言い渡し、別のホテルへと出て行く。その後、権力を利用した不正取引の発覚で会社を解雇されたことを逆恨みし、再びホテルを訪れ純を殴る。
後に近藤は、本作で自身が演じた役柄の影響から2014年に放送された大河ドラマ「軍師官兵衛」で柴田勝家役に採用された理由だと考えていたという。
外国人客
演 - ベン・スレター
第3週で登場。娘の誕生日を祝うために家族で宿泊していた。娘へのサプライズとしてケーキとプレゼントを純と水野に依頼し、純が用意をする約束をするが、チェックアウトの時間までに間に合わず、落胆して帰国する。
あっくんの母
演 - 茂中瑛子
第4週で登場。2人の息子（長男、次男のあっくん）とともに夫の出張に付き添い、オオサキプラザホテルに宿泊する。夫とは宿泊早々言い争い、息子たちがいたずらをしたり他者に迷惑をかけても放置していた。自身が外出中に指輪がなくなったことで部屋で長男の子守りをしていた純が犯人だと疑い、ホテルに苦情を出す。
あっくんの兄
演 - 古城戸雄多
第4週で登場。弟のあっくんばかりかまう母の注目を浴びたくて、いたずらをしたり暴れたりしていた。また同様の理由で、母の指輪を盗み隠し持っていた。陰で弟をいじめ、心の中で弟について「死ね」と思っていることを愛に見破られ、我を忘れるほど憤慨した愛から叩かれる。
比嘉愛子
演 - 川満彩杏
第4 - 6週、15 - 16週で登場。善行が、サザンアイランドの負債の援助をしてもらう目的に、正との縁談を進めるが、正が結婚式に乱入してきたマリヤと復縁したために破談となる。その後第15週の時点で、偶然再会した正を誘い不倫関係となるが、マリヤと別れてプロポーズしてきた正を振り、関係は終局する。
比嘉愛子の父親
演 - 藤木勇人
第4 - 6週で登場。サザンアイランドと取引がある旅行会社の社長。マリヤの勤務先の店の常連客でもある。
比嘉愛子の母親
演 - 富田めぐみ
第4 - 6週で登場。
謙次の浮気相手
演 - 赤松悠実
第5週で登場。浮気相手だった謙次と2人でオオサキプラザホテルに宿泊する。謙次のことは「ケンちゃん」などと呼んでいる。
小沢聖
演 - 小沢和義
第5週で登場。愛を診察した精神科医。病院自体は妻の実家の援助で設立しており、そのことと共に自らの本性を愛に言われて憤慨し、追い返す。
西小路美鈴
演 - 長井梨紗
第7週で登場。ブライダル部に異動した純が、初めて担当した新婦。
彼氏との結婚を父親に反対され、彼氏と別れたことから自棄になり、純の制止も聞かずに行きずりの男性・小池と結婚式を挙げようとしていたが、純の作戦と愛の説得で考えを改め、彼氏との結婚を決意した。
小池崇史
演 - 矢口恭平
第7週で登場。彼氏との結婚を反対された美鈴が自暴自棄になり結婚を考えた行きずりの相手。
西小路四朗
演 - 蟷螂襲
第7週で登場。美鈴の父親。不動産業のオーナーで、男手一つで美鈴を育てた。好きでない相手と結婚式の準備を進める美鈴にキャンセルするよう命令していた。美鈴と彼氏が復縁しても相変わらず反対を続けたが、彼氏の心意気を知り最終的に折れ、美鈴と彼氏の結婚式に参列する。
中上靖鷹
演 - 小林ユウキチ
第7週で登場。美鈴の彼氏。小説家志望で心臓が弱いフリーターの青年。美鈴の父親に結婚を反対されて一時は手切れ金を受け取るが、純と愛の説得を受け、美鈴に復縁を申し出る。愛の後押しで、結婚式当日まで反対し続ける美鈴の父親の前で、美鈴への揺るがない思いと、父親に認めてもらうまで頑張ることを誓う。
新婦（宮崎ゆり）
演 - 宮嶋麻衣
第8週で登場。新婦。元彼氏・灰田のストーカー行為に悩み、担当の純に相談し協力を求める。
役名は劇中では表示がなかったが、演じた宮嶋のプロフィールで確認できる。
灰田聖斗
演 - 中村昌也
第8週で登場。元彼女である新婦・ゆりに振られてストーカー行為を続け、結婚式に乱入しようとしていた。純に説得されゆりを諦めたが、そのかわり純を気に入ってしまう。しつこく求婚するが既婚であるゆえに断られた途端、嫌がらせまがいのストーカー行為に走る。挙句に勤務中の純を拉致するが、心配し様子をうかがっていた愛と水野によって阻止され、ホテルの警備員により警察に連行された。
新郎・新婦
演 - 宮下裕治・辻本瑞貴
第8週で登場。純のおせっかいを気に入り、ブライダル部門に結婚式の相談に通い詰める。
橋本淳
演 - 川口覚
第9週で登場。大久保加奈との結婚式の予約を入れていたが、経営する会社の倒産が理由で父親が自殺未遂をしたことと、加奈の両親の反対を受け、式のキャンセルを申し出る。それでも記念にブライダル写真を撮影する予定だったがハプニングで延期される。その間の純の奔走とホテル従業員の協力でサプライズ企画としてロビーでの結婚式を催され、両親・ホテルの客たちから祝福を受ける。
大久保加奈
演 - 尾高杏奈
第9週で登場。聾唖者であることを両親から心配され、橋本との結婚を反対されている。純とホテル従業員が企画した結婚式を当初は拒むが、愛の説得で両家の両親が駆けつけたことで考えを改めて式を受け入れ、両親・ホテルの客たちから祝福を受ける。
種田典子
演 - 正司花江
第9週後半 - 第10週で登場。亡き夫との思い出が詰まったオオサキプラザホテルのロビーでくつろぐことを楽しみに来る常連客。ホテル直営の店で販売しているあんパンが好物である。リストラ候補者らと多恵子との揉み合いに巻き込まれ、けがを負う。
梨田安二郎
演 - 宇仁菅真
第11週で登場。善行の商社マン時代の部下。現在は管理職となり、宮古のリゾート開発の担当をしている。善行にサザンアイランドの買収と大阪の商社への重役待遇での再就職の話を持ちかける。買収成功後、善行にはビルの警備の仕事を斡旋。リゾート開発計画は頓挫する。

#### 第2部
山田芽衣（やまだ めい）
演 - 中西美帆
純と愛が住む新しいアパートで、隣に引っ越して来た美人な女性。
婚約者が交通事故で歩けない体となり、介護の疲れと婚約者からのなじりにより破局し「永遠の愛は存在しない」と考えるようになる。純と愛に嫉妬し、夫婦仲を壊そうとして愛を誘惑するが、愛に見抜かれた。善行の身を捨てた愛情と純と愛夫婦の絆の強さを目の当たりにして、純と愛に自分の考えを伝えた。善行の死後は別の場所へ転居している。
バンド
演 - HY
第13週（第77回）で登場。愛と喧嘩して家を飛び出していた純と、純を捜索していた愛が、街中で再会・仲直りするシーンにてAM11:00を歌っていた。
天野巌
演 - 佐藤二朗
第15週で登場。里やに「世捨人」の名でチェックインし、客室に長期間引きこもっている客。人生に絶望して自殺未遂を図るが、異変に気付いた純と愛に止められる。純の努力と純の姿に心打たれた従業員等の協力で、まもなく結婚を控えた生き別れの娘のために立ち直る決意をし、チェックアウトする。
天野の娘
演 - 大橋梓
第15週で登場。外資系企業の受付で働き、まもなく結婚を控えている。酒浸りの状態になった父のことを拒否し続けている。
比嘉愛子
演 - 川満彩杏
詳細はゲスト出演(第1部)の項を参照。
三木
演 - 一木美貴子
第16,17週で登場。マリヤが離婚届、後にマリヤと正が婚姻届を出したとき、対応した区役所職員。
バックパッカーの男
演 - 諏訪雅
第17週で登場。純をビデオ撮影し、インターネットに投稿。満田が里やを訪れる原因となる。
満田
演 - 金児憲史
第17週で登場。蘭の夫。蘭とともに理髪店を営んでいたが、嫉妬深く、客と親しく話しただけで蘭をとがめて暴力を振るい、その矛先は士郎にも向けられるようになった。インターネットの動画に映る蘭を見つけて里やを訪れ、士郎をさらい客室に立てこもる。純の作戦で士郎を引き離せたが、蘭を連れ帰ることを要求し、部屋にこもり続ける。諦めた蘭と士郎と帰ろうとしたとき、駆けつけた多恵子を殴り法律で脅され、さらに、立ち向かう他の従業員達の力に屈し、独り逃げ去る。その後の消息は不明。
女性のお客
演 - 湖条千秋
第20週で登場。ホテルで正にマッサージを依頼する。その後、正を部屋に誘う。
ヘルパー
演 - 中津川恵那
第20週で登場。晴海の介護に派遣される。
羽純の母
演 - 久野麻子
第20週で登場。
羽純の父
演 - 井之上淳
第20週で登場。
火野美矢
演 - 菜葉菜
第21週で登場。里やの宿泊客。里やで水田に出会い恋をする。水田には非喫煙者で酒は飲めないと偽るが、誰にも相手にされない寂しさから、実際は愛煙家でアルコール依存症を患っており、かつ極度の酒癖が悪く酒乱である。純ら里やの従業員の協力で水田と結婚まで漕ぎ着けたが、里やでの結婚式で大酒をお呷って泥酔。周囲に悪態を吐き、たばこを吸い出した結果破談となる。その夜客室で再び酒を飲み、寝たばこ中に酔い潰れたことで火災が発生し、里やは全焼した。病院で目覚めた後、自分が死ねばよかったと後悔し泣き崩れたが、憤慨した純に生き続けて病気を治し運命の相手を自力で見つけろと怒鳴られた。その後の消息は不明。
水田寬治
演 - 水橋研二
第21週で登場。リフレッシュのために宿泊した里やで火野と出会い、親密になる。豆腐屋という商売柄朝が早いことと、年老いた父親を介護しているため、伴侶にそんな負担をかけられないと結婚を諦めていたが、火野の情熱を受け入れ結婚を決める。だが彼女の言葉は嘘で、結婚式で彼女が本音を吐露したため、結婚を白紙に戻すとの手紙を残して去った。
消防士
演 - 上西雄大
第21週で登場。里やの火事を消した。

#### 第3部
教師
演 - 山入端佳美
第24週に登場。高校時代純と同じハンドボール部だった。晴海が行方不明の時に純と再会。模合で純達のホテル作りに資金援助し応援する。
晴海に協力して投資した男性
演 - 林英生
第24週に登場。
緒方真子
演 - 林英世
脳腫瘍で倒れた愛の主治医。
金城志道（きんじょう しどう）
演 - 石倉三郎
詳細は#第2部に登場する人物を参照。
大先真一郎（おおさき しんいちろう）
演 - 舘ひろし
詳細は#第1部に登場する人物を参照。
桐野富士子（きりの ふじこ）
演 - 吉田羊
詳細は#第1部に登場する人物を参照。
水野安和（みずの やすかず）
演 - 城田優
詳細は#第1部に登場する人物を参照。
田辺千香（たなべ ちか）
演 - 黒木華
詳細は#第1部に登場する人物を参照。
上原 サト（うえはら さと）
演 - 余貴美子
詳細は#第2部に登場する人物を参照。
藍田 忍（あいだ しのぶ）
演 - 田中要次
詳細は#第2部に登場する人物を参照。

## スタッフ
- 作 - 遊川和彦、丸山智（スペシャルのみ）
- 音楽 - 荻野清子
- 演奏 - フェイスミュージック
- 主題歌 - HY「いちばん近くに」[16]
- 大阪ことば指導 - 一木美貴子
- 沖縄ことば指導 - 金城康子
- ホテル考証 - 中矢英俊
- ホテル所作指導 - 増田雅弘
- 題字・タイトル画 - 荒井良二
- タイトル映像 - 山田成彦
- 撮影協力 - 沖縄県宮古島市、大阪府大阪市
- 制作統括 - 山本敏彦
- プロデューサー - 大久保篤
- 演出 - 梛川善郎、小林大児、福岡利武、盆子原誠、藤並英樹、渡辺哲也
- TD - 江川治朗
- 撮影 - 西鍵真治
- 照明 - 池邊亮一
- 音声 - 直井雅哉
- VE - 峯田俊介
- 副音声解説 - 松田佑貴
- 「純と愛1週間」[注 32]・「5分で純と愛」ナレーション - 山本美希（当時NHK大阪アナウンサー）
- エキストラ - 宮古島市のみなさん

## オープニング
画家・絵本作家の荒井良二が描いたイラストが採用されている。ほとんどの放送日で過去5作品と同じようにアバンタイトルから放送されている（大阪発の場合はアバンタイトルなしで最初からオープニングタイトルを出す日もある）。
アバンタイトルで出す場合はその冒頭のシーンの画面右下、オープニングタイトルから出す場合（「純と愛1週間」「5分で純と愛」を含む）は左上に「連続テレビ小説」のクレジットが入る。また週によって「1週間」「5分で」でも（これまでの1週間総集編で行われていなかった）アバンタイトルから始める場合もある。今作品では開始から2分以上もアバンタイトルに費やすケースが目立っている。最終回のみ、オープニングは省かれ、これまでのオープニングタイトルをそのままエンディングとして使用した（ただし主題歌は劇中に挿入し、エンディングで使われたオープニング画像はサウンドトラックで使われたインストゥルメンタルのものを使った）。
イラストは『眠れる森の美女』をテーマにしたもので、作中にも『ねむりひめ』のタイトルでイラストを用いた絵本が登場する。

## エンディング
「まほうのくに」と題して、一般公募の宿泊施設で働く人々の写真で綴っている。最終回は「沖縄県宮古島市 社長 待田 純さん」として、修復されたジュークボックスの横に立ち、久世秋代作の制服姿に身を包んだ夏菜の写真が使われた。

## 作品の評価

### 視聴率
初回視聴率は19.8%、最終回は20.2%、平均視聴率は17.1%となった（ビデオリサーチ調べ、関東地区）。

### NHK視聴者対応報告
放送開始から厳しい意見が殺到した。直後1か月間が特に多くそれ以降は半減したとしているが、最終的には終了翌日までに11,447件の本作に関する反響があり、そのうちの「厳しい意見」が6,465件、「好評意見」が1,058件で、厳しい意見は過去3作の連続テレビ小説と比べて2倍近くあった。厳しい意見としては60代の男女から「ドタバタと騒々しい」「内容が朝向きでないのでは」といった意見が多く寄せられたという。NHKは、終盤に向け徐々に、特に30代以下の世代から「どんどん展開に引き込まれた」「前に進む勇気をもらった」などの好評意見の割合が増えたとした。

### 出演者・脚本家の声
謙次を演じた堀内は、「（別れを切り出すシーンの）本を読んだ時、”朝ドラ”の影響の大きさを知っていたので、放送直後から世間の目が非難に変わることを覚悟した」、多恵子を演じた若村は、「遊川は役者に無理難題を課す脚本を書くんですが、それが魅力でもある」、善行を演じた武田は、「この年齢ではじめて”悪役”を演じ、俳優としては（それを）面白がらないとダメだが、視聴者の方の反応に戸惑うことが多い。”朝ドラ”の影響力をつくづく感じた」と述べているなど、このドラマでの心境を吐露している。
こうした意見を受けて、脚本の遊川は『最近のドラマは視聴者のご機嫌をうかがうものが多い気がするがそれでは人の心に残らない。人からなんと言われてもいいから人の心に残るものを作りたい』と発言している。また、クランクアップで遊川は、風間と夏菜に本ドラマでさまざまな要求を突きつけ、極限まで追い込んでしまったことを詫びたという。

### 批評
2013年3月26日の朝日新聞には4人の論評が掲載された。筆者、題名、文章の一部は以下の通り。
- 山本晋也は『愛する者との別れ慰める』という題で、「若くして死を覚悟した愛が、純に言い聞かせたでしょう。『どんなに愛し合った者も、いつかは別れないといけない』『神様は全知全能じゃない。ちょっとしたことしかできないんだ』。稀有なことが起きて2年。今も助けを求めている人たちへの慰めに聞こえるんだ。50年近く朝ドラと付き合ってきたが、定番は主人公の一代記。でも今回は社会派、人間派の斬新な朝ドラだね」と述べている。
- 藤田真文は『「心を読む」禁じ手破り新鮮』という題で、「ヒロインの夫・愛が他人の心を読めてしまうという設定は、近代の物語では禁じ手だった。相手の心中がわからないがゆえのすれ違いや苦悩からこそ、ドラマが生まれると考えられているからだ。でも、度胸よくやってみると違和感がなく、新鮮だった」と述べている。
- 田幸和歌子は『醜さ抱えた人間像に共感』という題で、「ヒロインの味方ばかりでご都合主義だった従来の朝ドラとは違い画期的だ」「醜さを抱えた人間はリアルで誰にも思い当たる節がある」「物語の展開には不満もあるが、従来的価値観への批評性だけは色濃く感じました」と述べている。
- 山下柚実は『感情共有の過程まで壊した』という題で、「『家政婦のミタ』も刺激を投入していく手法は同じだが、朝ドラはほぼ毎日15分、半年間見続けるもの。視聴者がこまやかな感情を登場人物と共有し、自分の気持ちを発酵させていく過程こそが真骨頂なのに、そのプロセスまでもが壊されたのは残念だ」と述べている[21]。

第76回ザテレビジョンドラマアカデミー賞では、夏菜が主演女優賞3位、風間俊介が助演男優賞2位、となった。風間に対しては『素朴で不器用で優しい役にリアリティーがあった』という評があった。「純と愛」についてコメントした審査員の評は以下の通り。
- 松尾羊一は「『魔法の国』を夢見る破天荒な飛躍を恐れない物語があったりする。リアリズムの奴隷に甘んじていた古いドラマ観を突き破るようなドラマが目立ったクールである。玩具箱をひっくり返したようなポップな物語性の中にこそリアリティーがひそむ〝逆説の時代〟なのだ」と評した。
- 稲増龍夫は「『純と愛』はあえて朝ドラにエキセントリックでジェットコースター的世界を導入した意欲は買うが、やり過ぎだったかも。でも、他が低調だったので消去法で高評価となった。こちらも役者陣は熱演だったが、風間のジャニーズらしからぬ空気感が収穫だった」と評した。
- 北川昌弘は「夏菜はとんでもないドラマに主演させられて不憫」と評した[22]。

上記の松尾羊一は、「意気込む制作側とお茶の間に大きな温度差を感じる。朝ドラの歴史を覆したいという遊川氏の本気度がうかがえる」とも評している。

## 放送日程
サブタイトルはすべて平仮名で統一されている。第111回（2月12日）の総合の再放送は気象庁が北朝鮮北東部で核実験の影響と思われる特異な振動を観測し、関連のニュースを放送したため休止。翌13日 12時45分 - 13時に第111回の再放送を放送し、5分間ニュースを挟み、13時5分 - 13時20分に第112回の再放送を放送。
| 週                                                                   | 回        | 放送日                    | サブタイトル         | 演出     |
| -------------------------------------------------------------------- | --------- | ------------------------- | -------------------- | -------- |
| 01                                                                   | 01 - 06   | 2012年10月01日 - 10月06日 | まほうのくに         | 梛川善郎 |
| 02                                                                   | 07 - 012  | 10月08日 - 10月13日       | ほんとうのかお       | 梛川善郎 |
| 03                                                                   | 013 - 018 | 10月15日 - 10月20日       | しんじるこころ       | 梛川善郎 |
| 04                                                                   | 019 - 024 | 10月22日 - 10月27日       | ねむりひめ           | 梛川善郎 |
| 05                                                                   | 025 - 030 | 10月29日 - 11月03日       | きたかぜとたいよう   | 小林大児 |
| 06                                                                   | 031 - 036 | 11月05日 - 11月10日       | らぶすとーりー       | 小林大児 |
| 07                                                                   | 037 - 042 | 11月12日 - 11月17日       | けっこんしようよ     | 梛川善郎 |
| 08                                                                   | 043 - 048 | 11月19日 - 11月24日       | まもってあげたい     | 小林大児 |
| 09                                                                   | 049 - 054 | 11月26日 - 12月01日       | はっぴーうぇでぃんぐ | 福岡利武 |
| 10                                                                   | 055 - 060 | 12月03日 - 12月08日       | すーぱーまん         | 小林大児 |
| 11                                                                   | 061 - 066 | 12月10日 - 12月15日       | やめないでぇ         | 盆子原誠 |
| 12                                                                   | 067 - 072 | 12月17日 - 12月22日       | さいしゅうけっせん   | 小林大児 |
| 13                                                                   | 073 - 077 | 12月24日 - 12月28日       | きせきのくりすます   | 梛川善郎 |
| 14                                                                   | 078 - 079 | 2013年01月04日 - 01月05日 | しんねんのちかい     | 小林大児 |
| 15                                                                   | 080 - 085 | 01月07日 - 01月12日       | あかずのま           | 小林大児 |
| 16                                                                   | 086 - 091 | 01月14日 - 01月19日       | あいがつたわる       | 福岡利武 |
| 17                                                                   | 092 - 097 | 01月21日 - 01月26日       | えいえんのあい?      | 盆子原誠 |
| 18                                                                   | 098 - 103 | 01月28日 - 02月02日       | えがおのゆくえ       | 福岡利武 |
| 19                                                                   | 104 - 109 | 02月04日 - 02月09日       | おもいよとどけ       | 梛川善郎 |
| 20                                                                   | 110 - 115 | 02月11日 - 02月16日       | まほうのことば       | 盆子原誠 |
| 21                                                                   | 116 - 121 | 02月18日 - 02月23日       | えんむすび           | 藤並英樹 |
| 22                                                                   | 122 - 127 | 02月25日 - 03月02日       | そのままのじぶん     | 渡辺哲也 |
| 23                                                                   | 128 - 133 | 03月04日 - 03月09日       | あいのために         | 梛川善郎 |
| 24                                                                   | 134 - 139 | 03月11日 - 03月16日       | かぞくきねんび       | 藤並英樹 |
| 25                                                                   | 140 - 145 | 03月18日 - 03月23日       | あいしてる           | 渡辺哲也 |
| 26                                                                   | 146 - 151 | 03月25日 - 03月30日       | いきる               | 梛川善郎 |
| 平均視聴率 17.1%（ビデオリサーチ調べ、関東地区・世帯・リアルタイム） |           |                           |                      |          |

## 関連番組

### テレビ
- 「まだ間に合う『純と愛』」
  - 2012年11月4日 17時30分 - 18時（総合）
    - 第5週「きたかぜとたいよう」までのダイジェストおよび今後の一部予告。
- 「純と愛 総集編」
  - 「前編 まほうのくに」
    - 2012年12月31日 7時20分 - 8時50分（総合）
    - 2013年5月6日 8時20分 - 9時48分（総合）
      - 第13週までの物語をダイジェストでまとめたもの。第77回（第13週）で純がサトにそれまでの身の上を語っていた内容を、そのまま総集編とした構成になっている。
      - 2013年5月6日の放送は再放送のため、EPGでは「再」マークが掲載された。

  - 「後編 いきる」
    - 2013年5月6日 10時5分 - 11時33分（総合）
      - 第14週から最終週までの物語をダイジェストでまとめたもの。宮古島編で意識不明になった後の愛の心の声をナレーションとして、里やから新生ホテルサザンアイランドへの道のりを思い出す構成となっている。
- 「純と愛 ファン感謝祭in沖縄」
  - 2013年3月29日 2時5分 - 2時50分（総合）※3月28日深夜（この他九州（沖縄含む）向け、沖縄県向けにそれぞれ単独で先行放送あり）
    - NHK沖縄放送局が主催し、2013年3月に浦添市で開催したトークショーの模様を紹介したもの。HYによるライブのほか、夏菜、風間、高橋、武田、城田出席による座談会が放送された。
- 「純と愛 沖縄ロケ蔵出しスペシャル」
  - 2013年5月4日 2時35分 - 3時18分[24][注 34]（総合）
    - 夏菜と風間俊介の語りで、沖縄ロケのメイキング映像や出演者インタビューを紹介。HYとの紅白歌合戦出演やクランクアップ後の遊川和彦、夏菜、風間のコメント映像も流された。NHK沖縄放送局制作。

### ラジオ
- 岡田惠和 今宵、ロックバーで〜ドラマな人々の音楽談義〜
  - FM・2012年12月8日18時 - 18時50分、ラジオ第1・12月11日 21時5分頃 - 21時55分放送分において遊川が客演。

## 関連商品

### 書籍
ノベライズ
- NHK連続テレビ小説 純と愛 上（2012年9月27日発売、ISBN 978-4-14-005621-9）
- NHK連続テレビ小説 純と愛 下（2013年2月26日発売、ISBN 978-4-14-005622-6）
  - 著者は上・下巻とも丸山智。上巻は第1週から第12週、下巻は第13週から第26週までの内容を収載。

絵本
- ねむりひめ（2012年12月20日発売、ISBN 978-4-14-036112-2）
  - ドラマのオープニングイラストを担当した荒井良二による描き下ろしの絵本。ドラマ内にも「ねむり姫」という絵本が登場するが、内容は異なる。

その他
- NHKドラマ・ガイド 連続テレビ小説 純と愛 Part1（2012年9月25日発売、ISBN 978-4-14-923561-5）
- NHKドラマ・ガイド 連続テレビ小説 純と愛 Part2（2013年1月25日発売、ISBN 978-4-14-923562-2）
- ステラ臨時増刊『純と愛 メモリアルブック』（2013年3月19日発売）

### 音楽CD
- NHK連続テレビ小説「純と愛」オリジナル・サウンドトラック（2012年12月5日発売）
  - 劇中音楽を全40曲収録。
- Route29（2012年12月5日発売）
  - HYのアルバム。主題歌「いちばん近くに」と挿入歌「二人で行こう」を収録。

### 映像ソフト
- 連続テレビ小説 純と愛 完全版 DVD-BOX1（2013年3月21日発売）
- 連続テレビ小説 純と愛 完全版 DVD-BOX2（2013年5月21日発売）
- 連続テレビ小説 純と愛 完全版 DVD-BOX3（2013年7月21日発売）